# 이지승 (축구 선수)
이지승(李?承, 1999년 1월 11일~)은 대한민국의 축구 선수로, 포지션은 미드필더이다. 현 충북 청주 FC의 선수이다.